# Columbia District

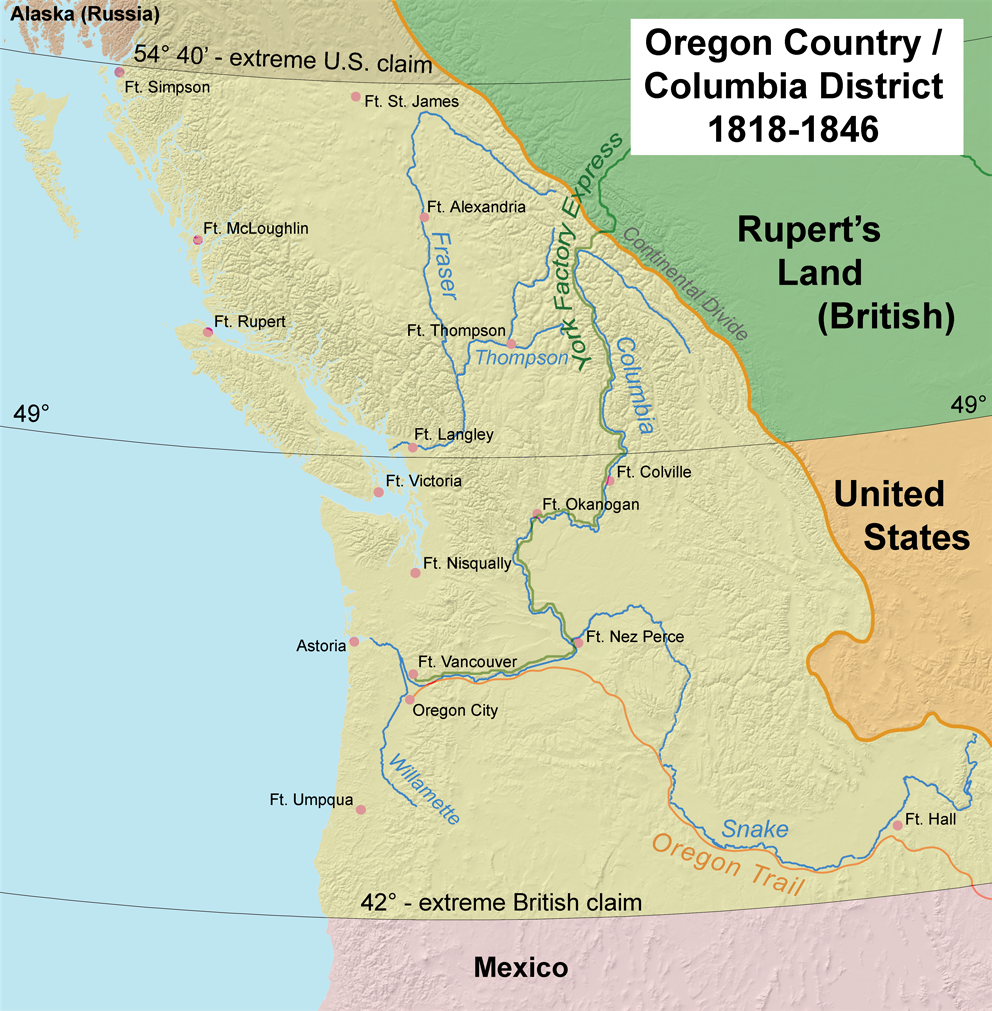
Oregon Country/Columbia Department.

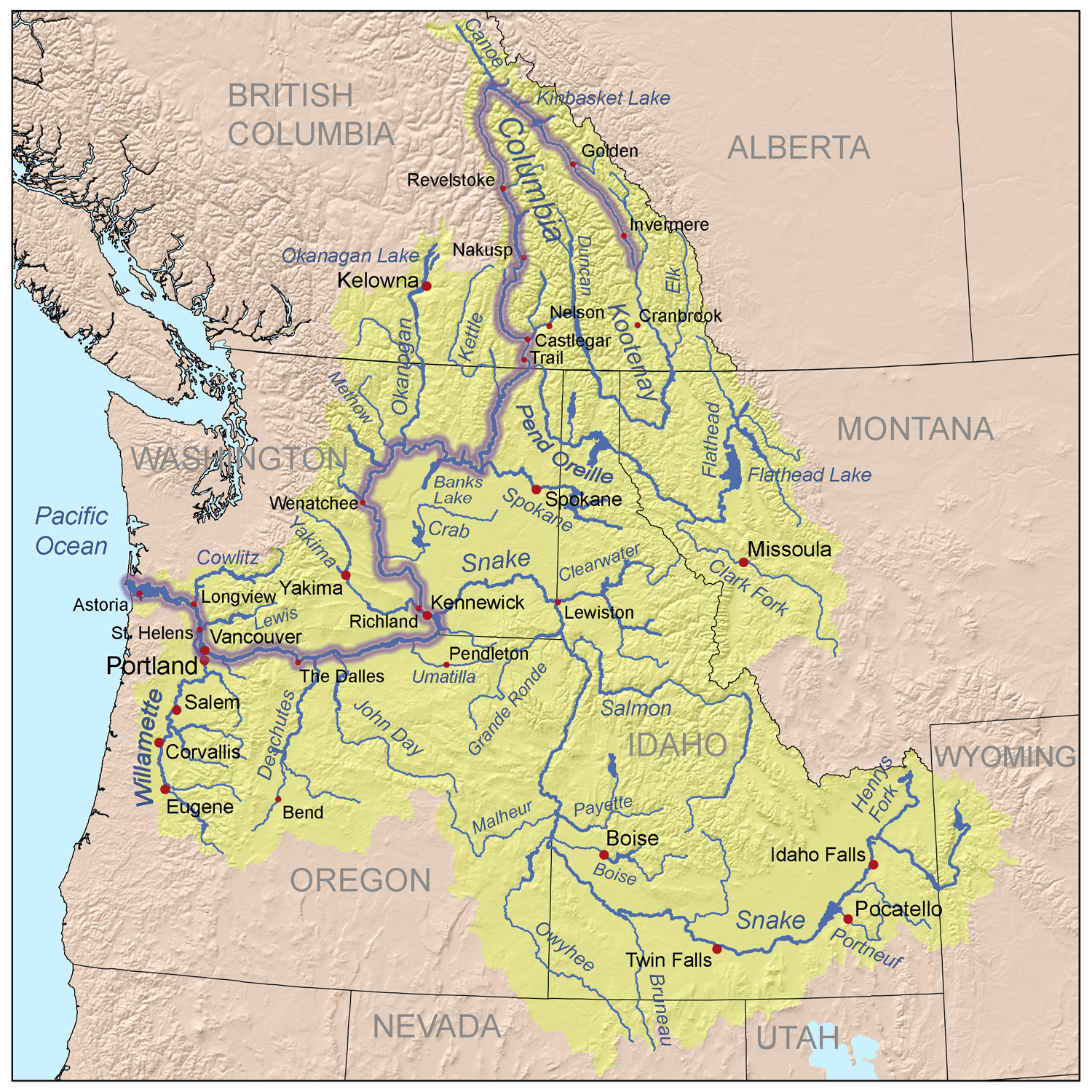
1811 blev David Thompson första europé att färdas genom hela. Karta över Columbiafloden med bifloden. Politiska gränser är dock moderna (2008).

Columbia District var ett pälshandelsdistrikt i nordvästra Nordamerika under tidigt 1800-tal. Stora delar av territoriet sammanföll med omtvistade Oregon Country. Det utforskades av North West Company mellan 1793 och 1811, och etablerades som pälshandelsdistrikt runt 1810. Nordvästkompaniet uppgick i Hudson Bay-kompaniet 1821 och fick då monopol på pälshandeln i området, och Columbia District blev Columbia Department. Oregonfördraget 1846 markerade slutet på distriktets existens.

### Fotnoter
1. ↑  ”Chronology of Oregon Events” (på engelska). Gesswhoto. Arkiverad från originalet den 10 december 2015. https://web.archive.org/web/20151210070503/http://gesswhoto.com/events.html. Läst 8 november 2015.